# Kirche der Fürbitte (Solomjanka)
Koordinaten: 50° 26′ 7″ N, 30° 29′ 2″ O

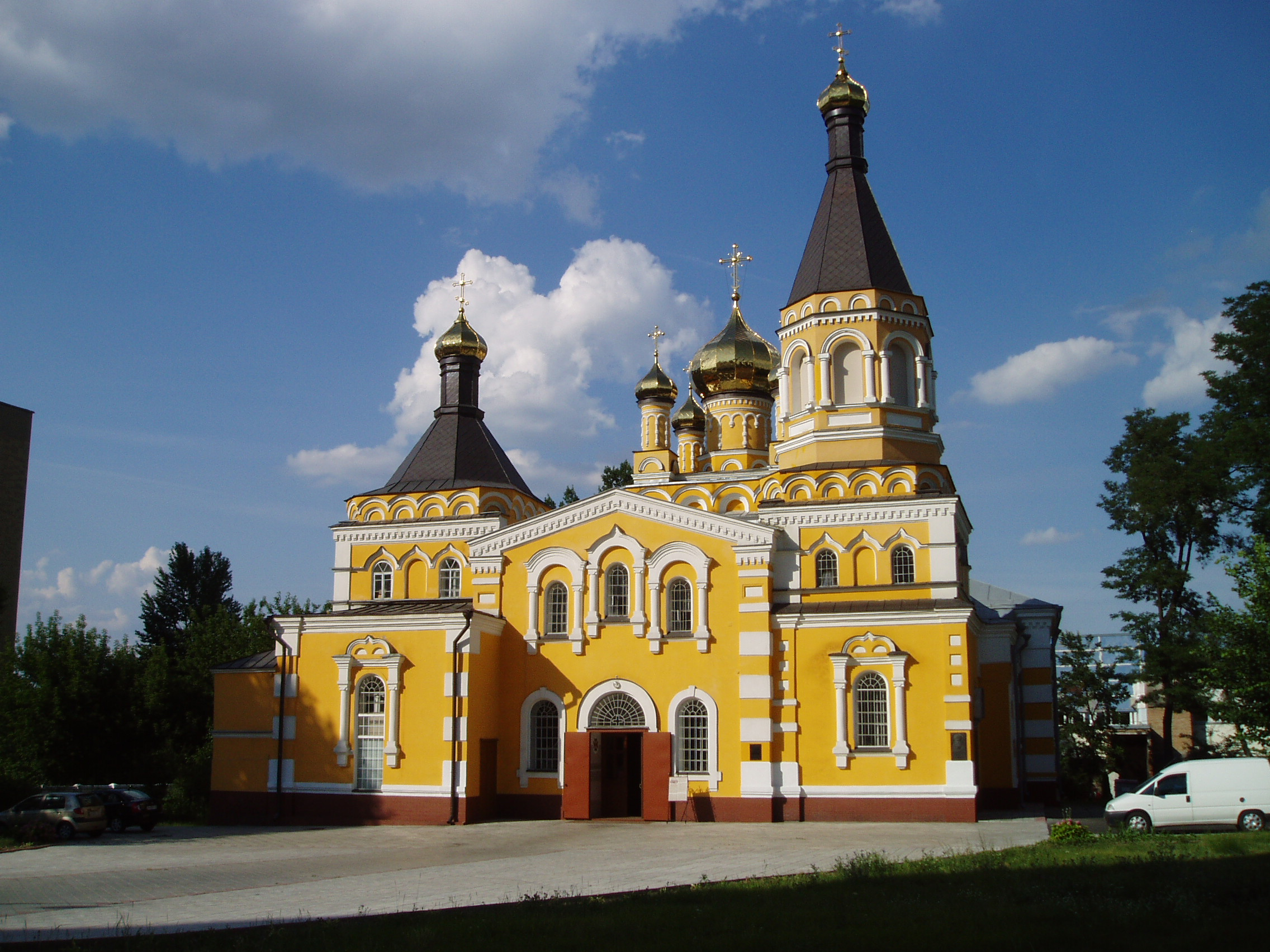
Die Kirche der Fürbitte in Kiew 2009

Die Kirche der Fürbitte (ukrainisch Покровська церква/Pokrowska zerkwa) ist ein orthodoxer Kirchenbau in der ukrainischen Hauptstadt Kiew.
Die Kirche der Fürbitte wurde vom 14. September 1895 bis zum 9. November 1897 zur Erinnerung an den Metropolit von Kiew und Halytsch Platona Horodezkoho durch den Architekten Ipolyt Nikolajew erbaut. Die Kirche ist ein Architekturdenkmal von lokaler Bedeutung und befindet sich auf der Wulyzja Mykoly Ostrowskoho (Вулиця Миколи Островського) 20/1 im Rajon Solomjanka nahe dem Bahnhof Kyjiw-Passaschyrskyj. Sie gehört zur Ukrainisch-orthodoxen Kirche des Kiewer Patriarchats, Eparchie Kiew (Київська єпархія УПЦ КП).

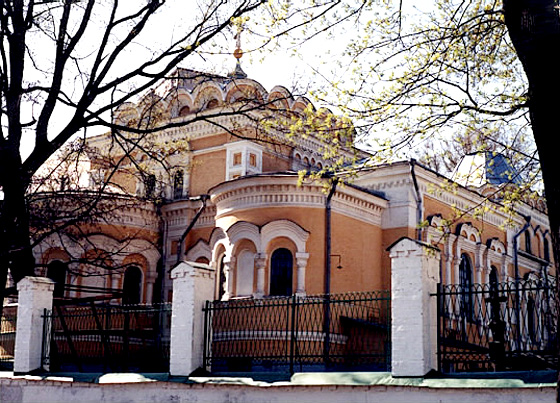
Die Kirche der Fürbitte Anfang der 1990er Jahre